# Miguel Carvajal
Miguel Ángel Carvajal Aguirre (Quito, 23 de febrero de 1960) es un sociólogo y político ecuatoriano.

## Biografía
Obtuvo su título en sociología en la Universidad Central del Ecuador, además posee un diplomado sobre población y desarrollo y una maestría en Ciencias Políticas. Perteneció en su juventud a los movimientos Frente Amplio de Izquierda y Liberación Nacional. Fue profesor de la Facultad Latinoamericana de Ciencias Sociales y de la Universidad Politécnica Salesiana.
Inició su vida política como asesor del Ministerio de Turismo y del Ministerio del Ambiente durante los años de gobierno de Lucio Gutiérrez, además de coordinador nacional de Operaciones del proyecto de Reducción de la Pobreza y Desarrollo.
Durante el gobierno del presidente Rafael Correa ejerció varios puestos ministeriales, el primero de los cuales fue el de viceministro de Defensa, que ocupó desde febrero de 2007 hasta febrero de 2009. Luego de la renuncia del ministro Gustavo Larrea, fue nombrado ministro Coordinador de Seguridad Interna y Externa. Durante su tiempo en el ministerio puso énfasis en fortalecer los servicios de inteligencia del país, creando para ese efecto la Secretaría Nacional de Inteligencia de Ecuador (SENAIN).
En diciembre de 2010 asumió el cargo de viceministro de Agricultura, puesto que ocupó hasta principios de 2012. En abril del mismo año fue nombrado ministro de Defensa en reemplazo de Javier Ponce, quien pasó al Ministerio de Agricultura.
En noviembre de 2012 renunció a su cargo para presentarse como candidato a asambleísta por el movimiento Alianza PAIS en las elecciones legislativas de 2013, donde obtuvo una curul. Durante su periodo en la Asamblea ocupó la presidencia de la Comisión de Soberanía Alimentaria.
Para las elecciones legislativas de 2017 fue reelegido al cargo de asambleísta, pero renunció a su curul luego de ser nombrado Ministro de Defensa por el presidente Lenín Moreno. En septiembre del mismo año dejó el Ministerio de Defensa y pasó a dirigir la Secretaría Nacional de Gestión de la Política, cargo que ocupó hasta mayo de 2018.